# Тетравалентност
Тетравалентност је стање атома с четири валентна електрона расположива за ковалентно хемијско везивање у најспољашњијој електронској љусци истог, дајући му хемијску валентност четири. Пример је метан (CH4): тетравалентни атом угљеника формира ковалентну везу с четири атома водоника. Атом угљеника се назива тетравалентним атомом јер формира 4 ковалентне везе.